# Воденникова (Каргапольский район)
Воденникова — деревня в Каргапольском районе Курганской области России. Входит в состав Усть-Миасского сельсовета.

## Географическое положение
Воденникова расположено на берегу реки Миасс.

## История
До 1917 года в составе Усть-Миасской волости Шадринского уезда Пермской губернии. По данным на 1926 год состояла из 90 хозяйств. В административном отношении входила в состав Липняговского сельсовета Каргапольского района Шадринского округа Уральской области.

## Население
| 1989 | 2002 | 2010 |
| ---- | ---- | ---- |
| 6    | ↗13  | ↘7   |

По данным переписи 1926 года в деревне проживало 457 человек (213 мужчин и 244 женщины), в том числе: русские составляли 100 % населения.